# Girella punctata
Girella punctata és una espècie de peix pertanyent a la família dels kifòsids.

## Descripció
- Pot arribar a fer 50 cm de llargària màxima.[6][7]

## Hàbitat
És un peix marí, associat als esculls, oceanòdrom i de clima temperat.

## Distribució geogràfica
Es troba al Pacífic nord-occidental: des del sud de Hokkaido fins a la resta del Japó (llevat de les illes Ryukyu), Taiwan i el mar de la Xina Oriental.

## Observacions
És inofensiu per als humans.